# 모노하이드록시벤조산
모노하이드록시벤조산(영어: monohydroxybenzoic acid)은 다음과 같은 세 가지 이성질체 페놀산 중 하나를 나타낼 수 있다.
- 2-하이드록시벤조산 (살리실산, o-하이드록시벤조산)
- 3-하이드록시벤조산 (m-하이드록시벤조산)
- 4-하이드록시벤조산 (p-하이드록시벤조산)

모노하이드록시벤조산은 미생물에 의해 분해될 수 있다.

## 같이 보기
- 다이하이드록시벤조산
- 트라이하이드록시벤조산